# Премъдрост на Иисуса, син Сирахов
Премъдрост на Иисуса, син Сирахов или Сирах е неканонична книга от Стария завет на Библията. Книгата е еврейско произведение датирано между 200 и 175 г. пр.н.е. и написано от Бен Сира от Йерусалим, по вдъхновение на баща си Исус син на Сирах или Йешуа бен Елиезер бен Сира.
В Египет книгата е преведена на гръцки от неназования внук на автора, който добавя и пролог. Този пролог обикновено се счита за най-ранното свидетелство за канон от книгите на пророците и следователно датата на текста е обект на сериозно изследване. Самата книга е най-голямата книга за мъдростта от древността, която е оцеляла до днес.
Книгата е част от стария завет на католическата и православната Библия, а протестантството я добавя към своя апокриф.
Както при другите книги на мъдростта, в Сирах няма лесно разпознаваема структура; в много части е трудно да се открие логическо развитие на мисълта или да се различат принципите на подреждането. Въпреки това, поредица от шест стихотворения за търсенето и постигането на мъдрост (1: 1–10, 4: 11–19; 6: 18–37; 14: 20–15: 10; 24: 1–33; и 38 : 24–39: 11) разделят книгата на нещо наподобяващо глави, въпреки че разделите не са базирани тематично. Изключение правят първите две глави, чиито разсъждения върху мъдростта и страха от Бога осигуряват богословската рамка за това, което следва, и последните девет глави, които функционират като вид климакс - първо в разширена възхвала на Божията слава, проявена чрез творението (42: 15–43: 33) и второ в честването на героите от историята на древния Израел, датиращи от преди Великия потоп през съвременните времена.
Джошуа бен Сирах или според гръцкия текст „Исус, синът на Сирах от Йерусалим“, е еврейски писар, който е живял в Йерусалим и вероятно е създал произведението в Александрия, Египет ок. 180–175 г. пр.н.е., Където се смята, че е създал училище. Бен Сира е уникален сред всички старозаветни и апокрифни писатели с това, че е подписал работата си.
Прологът, приписван на внука на Бен Сира и датиращ от 132 г. пр.н.е., Обикновено се счита за най-ранното свидетелство за канон от книгите на пророците. По този начин датата на текста е обект на сериозно изследване от страна на изследователите на Библията.

## Структура
Въпреки липсата на структура, в Книгата има някои теми, които се появяват многократно в различни точки. Новият оксфордски анотиран апокриф идентифицира десет основни повтарящи се теми:
1. Сътворение (16:24–17:24, 18:1–14; 33:7–15; 39:12–35; и 42:15–43:33);
2. Смърт (11:26–28; 22:11–12; 38:16–23; и 41:1–13);
3. Приятелство (6:5–17; 9:10–16: 19:13–17; 22:19–26: 27:16–21; и 36:23–37:15);
4. Щастие (25:1–11; 30:14–25; и 40:1–30);
5. Чест и срам (4:20–6:4; 10:19–11:6; и 41:14–42:8);
6. Пари (3:30–4:10; 11:7–28; 13:1–14:19; 29:1–28; и 31:1–11);
7. Грях (7:1–17; 15:11–20; 16:1–17:32; 18:30–19:3; 21:1–10; 22:27–23:27; и 26:28–28:7);
8. Социална справедливост (4:1–10; 34:21–27; и 35:14–26);
9. Говор (5:6,9-15; 18:15–29; 19:4–17; 20:1–31; 23:7–15; 27:4–7; 27:11–15; и 28:8–26); и
10. Жени (9:1–9; 23:22–27; 25:13–26:27; 36:26–31; и 42:9–14)